# Оттон VI (граф Текленбурга)
Оттон VI (нем. Otto VI. von Tecklenburg; ум. 1388) — граф Текленбург-Иббенбюрена, Лингена и Клоппенбурга с 1367 года. В 1373—1379 годах администратор епископства Оснабрюк.
Сын текленбургского графа Николая I и его жены Елены фон Ольденбург-Вильдесхаузен-Бруххаузен. Наследовал отцу в 1367 году. Увеличил свои владения за счет покупки сеньорий Клархольц, Мариенфельд и Харцеброк.
Пожаловал городские права Бевергену. Благодаря женитьбе на Аделаиде фон Липпе претендовал на наследство тестя (сын Оттона VI Николай II получил в 1401 году сеньорию Реда).
В 1373 году сместил оснабрюкского епископа Мельхиора и до 1379 года управлял территорией епископского княжества.

## Семья
Жена — Аделаида, дочь Бернхарда V цу Липпе. Дети:
- Николай II (ум. 1426), граф Текленбурга.
- Гедвига, муж — Гисберт VI фон Бронкхорст-Боркуло.